# Astérix y Latraviata
Astérix y Latraviata es el trigésimo primer volumen de las aventuras de Astérix el Galo, serie de cómic francés del que se han vendido millones de copias en todo el mundo. 

## Argumento
Pompeyo aparece en la Galia con planes de alzar allí un ejército rebelde contra Julio César y ser coronado emperador de Roma, pero para ello necesita su casco y su espada, que un romano borracho le robó y vendió a dos galos... que no resultan ser otros que los mismísimos padres de Astérix y Obélix, que obsequian ambas cosas a sus hijos en sus sendos cumpleaños. De modo que los objetos terminan en la aldea de los irreductibles. Debido a esto, ambos padres son metidos en la cárcel de la ciudad por los romanos. 
En su afán por coger los objetos, Pompeyo envía a una actriz romana, Latraviata, que con unos cuantos arreglos es la viva imagen de Falbalá, que hacía años que vivía con su marido Tragicómix en la gran ciudad. 
Al final, Pompeyo y sus aliados son descubiertos, además de Latraviata, aunque esta última termina ayudando a los galos a liberar a sus padres y a deshacer el embrollo. Cuando Julio César se persona en la Galia, premia a Astérix con un César de oro (su efigie), y Astérix se lo entrega a Latraviata por su gran actuación.

## Particularidades
- Esta es la única historia en la que aparecen las madres y los padres de Astérix y Obélix: Praliné y Gelatina, y Astronómix y Obelodálix, respectivamente.

### Incongruencias
- El álbum nº 23, Obélix y compañía, se muestra que es el cumpleaños sólo de Obélix, que recibe como regalo los romanos de un campamento. Sin embargo, aquí es el cumpleaños de los dos al mismo tiempo, ya que se dice que nacieron el mismo día, y reciben como regalo las visitas de sus madres.